# Al·logàmia

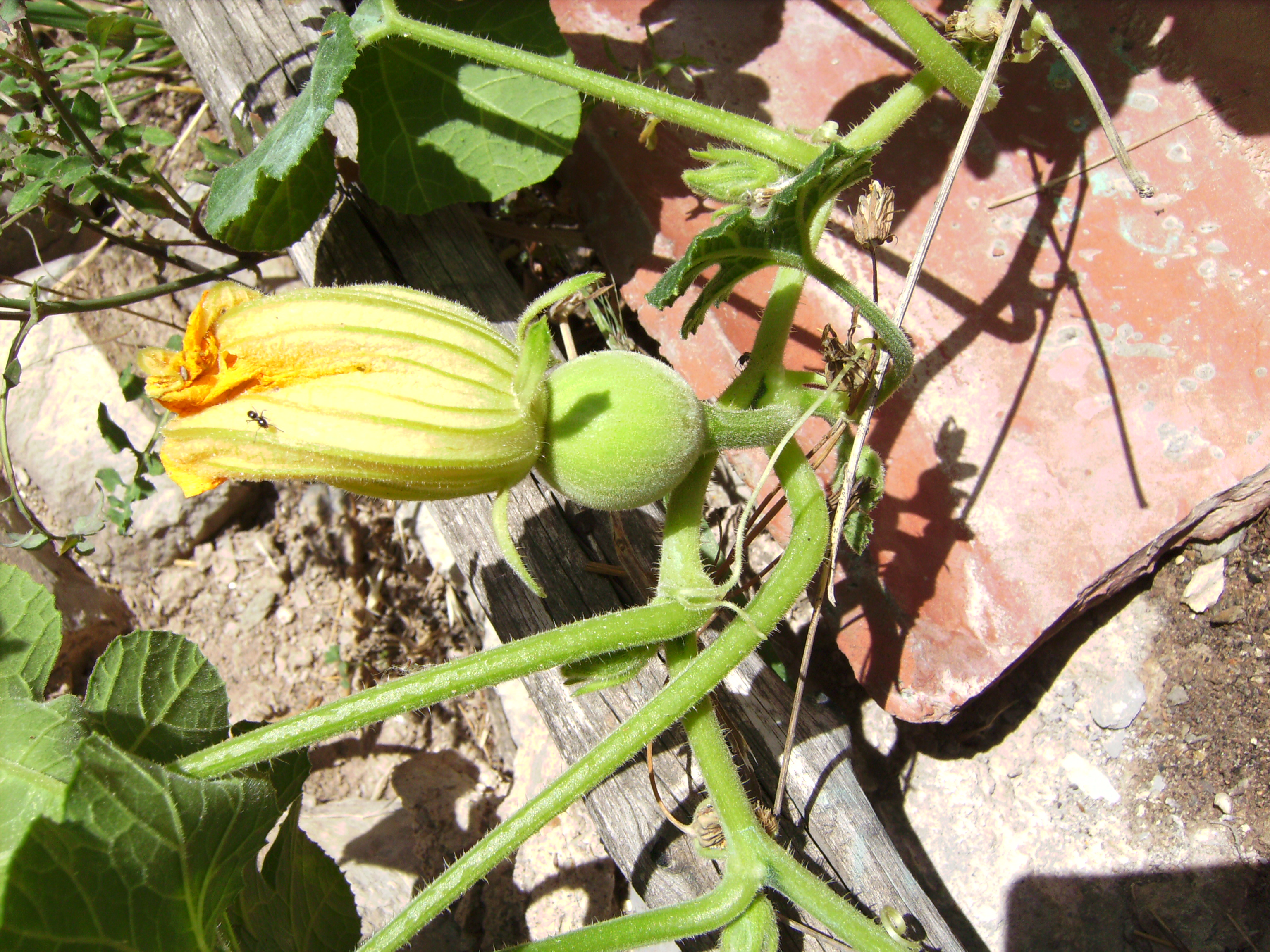
La carbassera té flors masculines i femenines (com aquesta) que fan que l'al·logàmia estigui pràcticament assegurada

L'al·logàmia en vegetals és aquella fecundació que es produeix amb gàmetes d’individus diferents, és a dir, es duu a terme quan una planta és fecundada per un gra de pol·len que prové d’un altre individu. També es coneix com a xenogàmia o fecundació creuada. El cas contrari es coneix com a autogàmia o autofecundació.
A grans trets, l’al·logàmia garanteix la variabilitat genètica dins l'espècie, ja que assegura mantenir una molt major varietat d’al·lels a cada generació. Atenent a la seva reproducció sexual, les plantes poden ser: al·lògames estrictes (només poden ser fecundades per plantes diferents), autògames estrictes (només poden ser fecundades per si mateixes) i al·lògames facultatives (poden presentar al·logàmia i autogàmia).
Dins de les plantes cultivades trobem de tots dos tipus, tant al·lògames com autògames, tot i que del primer n’hi ha en més quantitat.
L'al·logàmia no està només restringida a les plantes amb flors. Entre les plantes amb espores un tipus d'al·logàmia que fa servir gàmetes mascles en lloc de pol·len és comuna. Dins de les plantes al·lògames, trobem tant dioiques com monoiques o hermafrodites.
L'evolució de les plantes sempre ha afavorit l’al·logàmia per tal de tenir els avantatges adaptatius que aquesta comporta, i és per això que moltes plantes han desenvolupat sistemes per a evitar que el pol·len d’una planta pugui germinar al propi individu.Aquests mètodes són molt diversos i es poden dividir en fisiològics, morfològics i genètics.
MÈTODES PER AFAVORIR L'AL·LOGÀMIA
Fisiològics
Aquest sistema es basa en la maduració dels òrgans sexuals separada en el temps. Hi ha dos subtipus:
-Prototàndria: primer maduren els òrgans masculins i deixen anar el pol·len. Un cop ja no queda pol·len a la planta, maduren els femenins de manera que han de ser fecundats pels grans de pol·len provinents d’un altre individu.
-Protogínia: primer maduren els òrgans femenins i són pol·linitzats. Un cop ja han estat pol·linitzats es desenvolupen els òrgans masculins que, per força, pol·linitzaran a un altre individu.
Morfològics
El principi d’aquest sistema és que en plantes dicotiledònies normalment els estams i els pistils tenen alçades molt diferents. Aquesta diferència morfològica dificulta l’autofecundació. Algunes tenen estams alts i pistils petits i altres a l’inrevés, pistils grans i estams petits.
Les dicotiledònies no deixen anar el pol·len al medi ambient sinó que són fertilitzades per insectes. Si els insectes no haguessin aparegut no haurien pogut desenvolupar-se. En canvi, a monocotiledònies (blat de moro) el pol·len és arrossegat per l’aire.
Aquesta diferència de mida entre estams i pistils fa que quan un insecte entra per a xuclar-ne el nèctar no pugui posar en contacte el pol·len d’una flor amb el seu mateix pistil. El que si que podria passar és que l’insecte visités dues flors diferents d’un mateix individu i es produís l’autofecundació. Si aquest és l’únic mètode que té una planta per a no ser autofecundada la planta tindrà al·logàmia facultativa.
Genètics
Són els sistemes més efectius per a evitar l’autofecundació, es basen en l'autoincompatibilitat.
Aquests sistemes normalment estan regulats per un únic gen d’autoesterilitat (són monofactorials) amb múltiples al·lels i pretenen que un gra de pol·len només pugui fecundar aquelles flors l'estigma de les quals no tingui el mateix al·lel d’incompatibilitat.
Sempre ens hem de fixar en l'esporòfit o el gametòfit masculí i l'esporòfit femení, ja que el gametòfit femení no presenta cap paper, no influeix. Hi ha dos tipus d’autoincompatibilitat: gametofítica i esporofítica.
- Incompatibilitat gametofítica

La incompatibilitat gametofítica és el sistema d’incompatibilitat més estès. El genotip del gametòfit masculí serà el que determinarà si el gra de pol·len germina o no al pistil (part de l'esporòfit femení). Així, per saber si dues plantes són compatibles hem de contrastar el genotip del gametòfit masculí amb l'esporòfit femení.
Sempre és homomorfa, és a dir, no es podran distingir segons la seva morfologia quines flors presenten un genotip i quines un altre, ja que tant si són d’un genotip o un altre morfològicament són iguals.
Aquesta compatibilitat acostuma a venir determinada per un únic gen que pot tenir fins a un centenar d’al·lels (al·lelomorfisme múltiple). L'existència de tants al·lels és necessària per a impedir l’autofecundació tot maximitzant la capacitat per a fecundar plantes diferents. Com més al·lels diferents existeixin més probabilitat hi ha de que no comparteixin al·lels amb plantes veïnes no relacionades i així les poden fecundar.
Ens situem en el cas d’una planta diploide amb genotip A1/A2. Els grans de pol·len generats per aquesta, que poden ser o A1 o A2, seran dipositats sobre el pistil diploide d’una flor. Sempre que el gra de pol·len arriba al pistil comença a germinar, però és la relació entre el genotip de l'estigma/l'estil i el gra de pol·len el que determinarà si el tub pol·línic podrà créixer o no. Aleshores, si l'esporòfit femení i el gametòfit masculí comparteixen un al·lel el tub pol·línic no es podrà formar, i si no el comparteixen, sí.
Només aquells grans de pol·len que no comparteixen al·lel amb la dotació cromosòmica del pistil podran desenvolupar un tub pol·línic, arribar al gametòfit masculí i fecundar l’ovocèl·lula i els altres dos nuclis del sac germinal.
D’aquesta manera, podem classificar les plantes segons el seu nivell de compatibilitat.
-Incompatibles: les plantes no generaran cap gra de pol·len compatible amb els pistils.
-Semicompatibles: El 50% dels grans de pol·len produïts podran fecundar l’altra planta. Per exemple, una planta A1/A3 produeix grans de pol·len amb dotació A1 i A3. Si aquests grans de pol·len es dipositen sobre el pistil d’una planta A1/A2, els grans A1 seran incompatibles i els A3 seran compatibles (capaços de produir la fecundació). El 50% dels grans de pol·len poder dur a terme la fecundació i l’altre 50% no.
-Compatibles: Tots els grans de pol·len d’una planta podran fecundar a l’altra. Per exemple, tenim una planta A3/A4 que, per tant, genera pol·len A3 o A4. Tots aquests grans de pol·len que es dipositin sobre pistils A1/A2 seran compatibles i capaços de fecundar-les.
Com s'ha comentat, aquest cas està generalment determinat per un únic gen, però amb al·lelomorfisme múltiple. L'existència de tants al·lels diferents fa que la situació més comuna en la natura sigui la compatibilitat completa entre plantes diferents. A més, normalment, la compartició d’al·lels ens indica que les plantes estan relacionades entre elles.
- Incompatibilitat esporofítica

En aquest cas la capacitat de germinar ve donada pel genotip de l'esporòfit masculí.
La incompatibilitat esporofítica pot ser homomorfa o heteromorfa. Si és heteromorfa, les flors amb diferents genotips poden ser distingibles fenotípicament, ja que presenten una morfologia diferent entre elles, és a dir, el fenotip de la flor depèn del genotip. En aquest cas ens ajudaria a saber si dos plantes són compatibles a simple vista.
En l’autoincompatibilitat esporofítica és important conèixer el genotip de la planta d’on prové el pol·len (diploide), no el genotip del gametòfit masculí.
Si ens centrem en l'estructura del gra de pol·len, distingim una part externa anomenada exina, produïda per l'esporòfit, i una part interna anomenada intina, produïda pel gametòfit. Així, les substàncies de l'exina són les que determinaran si el gra de pol·len és compatible o no.
REFERÈNCIES
Frankel, R.; y E. Galun (1977). «Pollination mechanisms, reproduction, and plant breeding». Monographs on Theoretical and Applied Genetics (2). Berlín: Springer-Verlag, 281 p.